# Adriana Sage
Adriana Sage (1980. április 16. –) mexikói származású, amerikai pornószínésznő.

## Élete
Mexikóban született, de San Diegóban (Kalifornia, USA) nőtt fel.

## Díjak
2004-ben AVN Awards díjban részesült.